# Kosta Nedeljković
Kosta Nedeljković (Servisch: Kоста Недељковић) (Smederevo, 16 december 2005) is een Servisch voetballer die bij voorkeur als rechtsback speelt. Hij tekende in 2024 voor Aston Villa.

## Clubcarrière
Nedeljković is een jeugdproduct van Rode Ster Belgrado. Rode Ster Belgrado leende hem uit aan Grafičar, waarmee hij in 2023 promoveerde naar het hoogste niveau. Op 22 januari 2024 tekende hij bij Aston Villa. Hij deed het seizoen uit bij Rode Ster Belgrado. Op 17 augustus 2024 debuteerde hij in de Premier League. Nedeljković werd de duizendste speler die uitkwam voor Aston Villa.